# Незалежна наукова консультативна група з надзвичайних ситуацій

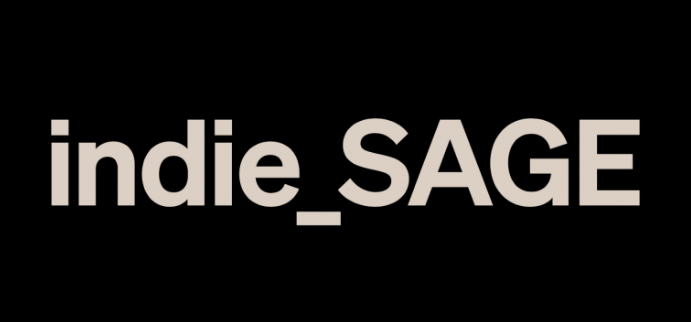
Логотип Незалежної наукової консультативної групи з надзвичайних ситуацій

Незалежна наукова консультативна група з надзвичайних ситуацій (англ. Independent Scientific Advisory Group for Emergencies), більш відома як Independent SAGE — це група вчених, не пов'язаних з урядом (хоча деякі також входять до урядової консультативної групи з надзвичайних ситуацій), яка публікує поради, спрямовані на уряд Великої Британії щодо пандемії COVID-19. Її назва заснована на SAGE, назві офіційної урядової науково-консультативної групи з надзвичайних ситуацій.
Підняті запитання щодо прозорості науково-консультативної групи з надзвичайних ситуацій та можливого політичного втручання під час епідемії COVID-19 у Великій Британії викликали занепокоєння щодо довіри до повідомлень у сфері охорони здоров'я, які висловили вчені та засоби масової інформації. Як альтернативу, на початку травня 2020 року група вчених створила Незалежну наукову консультативну групу з надзвичайних ситуацій (англ. Independent SAGE) під головуванням колишнього головного наукового радника уряду сера Девіда Ентоні Кінга, щоб «забезпечити чітку структуру, на якій має базуватися ефективна політика, враховуючи неминучість того, що вірус продовжуватиме перетинати кордони».
Некомерційна група «The Citizens», створена журналісткою «The Observer» і політичною активісткою Керол Кадвалладр, у травні 2020 року стала партнером-засновником Незалежної наукової консультативної групи з надзвичайних ситуацій. Вона продовжує підтримувати присутність групи в соціальних мережах та Інтернеті.

## Публічні заяви
У травні 2020 року Незалежна наукова консультативна група застерегла проти передчасного припинення карантину в таких місцях, як школи. У липні 2020 року члени групи опублікували стратегію, яка вимагає від уряду Великої Британії досягти «нульового рівня COVID-19», заявляючи, що «перспектива багатьох тисяч нових смертей від COVID-19 протягом наступних 9 місяців є неприйнятною», хоча в тому ж звіті вони відзначили, що лише одне інфекційне захворювання, віспа, було успішно ліквідовано.
У вересні 2020 року Незалежна наукова консультативна група закликала уряд вжити негайних заходів, щоб запобігти подальшому зростанню поширеності COVID-19, щоб запобігти необхідності повторного національного карантину.
У листопаді 2020 року сер Девід Кінг заявив, що розглядає можливість продовження роботи групи після пандемії коронавірусної хвороби, зосередивши увагу на боротьбі зі зміною клімату.

## Члени

### Поточні
- Професор Денні Альтманн
- Професор Ентоні Костелло
- Професор Шина Круікшенк
- Професор Карл Фрістон
- Професор Тріш Грінхалг
- Доктор Стів Гріффін
- Доктор Зубайда Хаке
- Доктор Бініта Кейн
- Професор Аріс Кацуракіс
- Доктор Леннард Лі
- Професор Мартін МакКі
- Професор Сьюзан Мічі
- Доктор Толулла Оні
- Професор Христина Пейджел
- Професор Стівен Райхер
- Доктор Дункан Робертсон
- Доктор Хелен Солсбері
- Професор Габріель Скаллі
- Доктор Кіт Єйтс[11]

### Колишні
- Професор Камлеш Кхунті
- Сер Девід Кінг
- Доктор Елісон Піттард
- Професор Аллісон Поллок
- Доктор Деепті Гурдасані
- Професор Дінан Піллей[11]